# Keith Musto
Franklyn Keith Musto (12 de janeiro de 1936) é um velejador e empresário britânico, medalhista olímpico. Ele competiu nos Jogos Olímpicos de Verão de 1964 na classe Flying Dutchman e conquistou a medalha de prata, ao lado de Tony Morgan.
Musto começou a velejar aos 15 anos. Após o Serviço Nacional, ele começou a trabalhar com o engenheiro Ken Pearce em mastros e velas. Ele se tornou um velejador líder, vencendo campeonatos nacionais entre 1955 e 1963. Após as Olimpíadas, ele abriu uma empresa de fabricação de velas, Musto & Hyde, junto com Eddie Hyde em Rayleigh. Eventualmente, ele se concentrou exclusivamente em roupas para velejar e para atividades ao ar livre com sua empresa Musto Clothing. Além disso, foi nomeado Oficial da Ordem do Império Britânico (OBE) nas homenagens de Ano Novo de 2014 pelos serviços prestados à economia através de sua empresa.